# グッドライアー 偽りのゲーム
『グッドライアー 偽りのゲーム』（グッドライアー いつわりのゲーム、The Good Liar）は、2019年のアメリカ合衆国のスリラー映画。監督はビル・コンドン、出演はヘレン・ミレンとイアン・マッケランなど。ニコラス・サールが2016年に発表した小説『老いたる詐欺師』を原作としている。

## ストーリー
ロイ・コートネイはベテランの詐欺師であった。身分を偽って相手の懐に飛び込み、徐々に相手の信頼を勝ち取っていき、油断しきったところで財産を残らず奪い取るというのがロイの得意とする手法であった。2009年、そんなロイが新しく目を付けたのが資産家のベティ・マクリーシュであった。ベティは1年前に夫を亡くしてからというもの、悲しみに暮れていた。しかも、ベティは持病の発作に苦しんでおり、「もう長く生きられない」と気弱になっていた。ロイはベティの孤独や苦しみに付け入り、あっという間に彼女の信頼を勝ち取ったかに見えた。
ところが、ベティは陰である策略を巡らせていたのである。

## キャスト
※括弧内は日本語吹替
- ベティ・マクリーシュ: ヘレン・ミレン（一柳みる） - 裕福な老婦人。未亡人。
- ロイ・コートネイ: イアン・マッケラン（真田五郎） - ベテラン詐欺師。
- スティーブン: ラッセル・トーヴィー（津田英三） - ベティの孫。博士課程の大学院生。
- ヴィンセント・ハロラン: ジム・カーター（佐々木啓夫） - ロイの詐欺の相棒。
- ブリン: マーク・ルイス・ジョーンズ（英語版）（浦山迅）- ロイに騙された末に殺された男。
- ハンス・タウブ（1948年）: ローリー・デヴィッドソン（英語版） - ドイツ語の通訳。
- ロイ・コートネイ（1948年）: フィル・ダンスター（英語版） - ベルリン駐在のイギリス兵。
- ベニ: ルシアン・ムサマティ（英語版）（楠見尚己）- ロイに騙された男。アフリカ系。
- ヴラド: ヨハネス・ハウクル・ヨハネッソン（英語版）（斉藤次郎）- ロイの仲間。分け前を要求して痛めつけられる。
- マイケル: タンジ・カシム（英語版） - ベティの家を監視している男。
- ハンス・タウブ（1943年）: スパイク・ホワイト - 英語の家庭教師。15歳。
- リリー: ネル・ウィリアムズ（英語版） - ハンスに英語を習っている少女。
- アナリース: セリーヌ・バッケンズ - リリーの姉。

## 製作
2018年3月12日、ビル・コンドン監督の新作映画にイアン・マッケランとヘレン・ミレンが出演するとの報道があった。4月9日、ラッセル・トーヴィーとジム・カーターがキャスト入りした。23日、本作の主要撮影がロンドンで始まった。11月12日、カーター・バーウェルが本作で使用される楽曲を手掛けることになったと報じられた。

## マーケティング・興行収入
2019年6月16日、本作のオフィシャル・トレイラーが公開された。
本作は『チャーリーズ・エンジェル』及び『フォードvsフェラーリ』と同じ週に封切られ、公開初週末に500万ドル前後を稼ぎ出すと予想されていたが、この予想は的中した。2019年11月15日、本作は全米2439館で公開され、公開初週末に560万ドルを稼ぎ出し、週末興行収入ランキング初登場7位となった。

## 評価
本作は批評家から好意的に評価されている。映画批評集積サイトのRotten Tomatoesには164件のレビューがあり、批評家支持率は63%、平均点は10点満点で6.20点となっており、批評家の一致した見解は「『グッドライアー 偽りのゲーム』は個々に一流な部分の総和には及ばないが、イアン・マッケレンとヘレン・ミレンのおかげで物語の成り行きは終始それなりに楽しめるものになっている。」である。また、Metacriticには31件のレビューがあり、高評価は15件、賛否混在は15件、低評価は1件、加重平均値は55/100となっている。なお、本作のCinemaScoreはBとなっている。